# Doplang (Teras)
Doplang is een bestuurslaag in het regentschap Boyolali van de provincie Midden-Java, Indonesië. Doplang telt 3243 inwoners (volkstelling 2010).